# Cap of Maintenance
Una Cap of Maintenance (Gorra de Mantenimiento) es una gorra ceremonial británica realizada con terciopelo carmesí y adornada con un forro de armiño. Es una de las insignias de soberanía en aquel país, y es utilizada por el monarca durante la procesión que precede a su coronación o en algunas ocasiones durante la apertura del Parlamento. Suele portarlo, sobre una vara, el líder de la Cámara de los Lores y se exhibiéndose junto a la espada del Estado. 
- Datos: Q5034463
- Multimedia: Caps of maintenance / Q5034463